# BSD-licenserne
BSD-licenserne er en familie er frie/open source software licenser. Den første version af BSD-licensen (4-klausul BSD-licensen) blev brugt til det oprindelige BSD, et UNIX-lignende operativsystem, efter hvilket licensen er navngivet. Licensen er flere gange blevet modificeret, og disse deriverede licenser kaldes "modificerede BSD-licenser". Alle varianter af BSD-licensen, bortset fra den oprindelige 4-klausuls BSD-licens, er godkendt som frie/open source licenser af Free Software Foundation (FSF) og Open Source Initiative (OSI). Den oprindelige BSD-licens er godkendt som fri software licens af FSF, men er ikke godkendt som open source licens af OSI pga. "reklame-klausulen" (den tredje klausul i den oprindelige BSD-licens).

## Varianter

### 4-klausul BSD-licensen (den oprindelige BSD-licens)
```
Copyright (c) <year>, <copyright holder>
All rights reserved.

Redistribution and use in source and binary forms, with or without
modification, are permitted provided that the following conditions are met:
1. Redistributions of source code must retain the above copyright
   notice, this list of conditions and the following disclaimer.
2. Redistributions in binary form must reproduce the above copyright
   notice, this list of conditions and the following disclaimer in the
   documentation and/or other materials provided with the distribution.
3. All advertising materials mentioning features or use of this software
   must display the following acknowledgement:
   This product includes software developed by the <organization>.
4. Neither the name of the <organization> nor the
   names of its contributors may be used to endorse or promote products
   derived from this software without specific prior written permission.

THIS SOFTWARE IS PROVIDED BY <COPYRIGHT HOLDER> ''AS IS'' AND ANY
EXPRESS OR IMPLIED WARRANTIES, INCLUDING, BUT NOT LIMITED TO, THE IMPLIED
WARRANTIES OF MERCHANTABILITY AND FITNESS FOR A PARTICULAR PURPOSE ARE
DISCLAIMED. IN NO EVENT SHALL <COPYRIGHT HOLDER> BE LIABLE FOR ANY
DIRECT, INDIRECT, INCIDENTAL, SPECIAL, EXEMPLARY, OR CONSEQUENTIAL DAMAGES
(INCLUDING, BUT NOT LIMITED TO, PROCUREMENT OF SUBSTITUTE GOODS OR SERVICES;
LOSS OF USE, DATA, OR PROFITS; OR BUSINESS INTERRUPTION) HOWEVER CAUSED AND
ON ANY THEORY OF LIABILITY, WHETHER IN CONTRACT, STRICT LIABILITY, OR TORT
(INCLUDING NEGLIGENCE OR OTHERWISE) ARISING IN ANY WAY OUT OF THE USE OF THIS
SOFTWARE, EVEN IF ADVISED OF THE POSSIBILITY OF SUCH DAMAGE.

```

### 3-klausul BSD-licensen ("nye BSD-licens" eller "modificeret BSD-licens")
Denne version af BSD-licensen fjernede den tredje klausul ("reklame-klausulen") fra licensen.
```
Copyright (c) <year>, <copyright holder>
All rights reserved.

Redistribution and use in source and binary forms, with or without
modification, are permitted provided that the following conditions are met:
    * Redistributions of source code must retain the above copyright
      notice, this list of conditions and the following disclaimer.
    * Redistributions in binary form must reproduce the above copyright
      notice, this list of conditions and the following disclaimer in the
      documentation and/or other materials provided with the distribution.
    * Neither the name of the <organization> nor the
      names of its contributors may be used to endorse or promote products
      derived from this software without specific prior written permission.

THIS SOFTWARE IS PROVIDED BY THE COPYRIGHT HOLDERS AND CONTRIBUTORS "AS IS" AND
ANY EXPRESS OR IMPLIED WARRANTIES, INCLUDING, BUT NOT LIMITED TO, THE IMPLIED
WARRANTIES OF MERCHANTABILITY AND FITNESS FOR A PARTICULAR PURPOSE ARE
DISCLAIMED. IN NO EVENT SHALL <COPYRIGHT HOLDER> BE LIABLE FOR ANY
DIRECT, INDIRECT, INCIDENTAL, SPECIAL, EXEMPLARY, OR CONSEQUENTIAL DAMAGES
(INCLUDING, BUT NOT LIMITED TO, PROCUREMENT OF SUBSTITUTE GOODS OR SERVICES;
LOSS OF USE, DATA, OR PROFITS; OR BUSINESS INTERRUPTION) HOWEVER CAUSED AND
ON ANY THEORY OF LIABILITY, WHETHER IN CONTRACT, STRICT LIABILITY, OR TORT
(INCLUDING NEGLIGENCE OR OTHERWISE) ARISING IN ANY WAY OUT OF THE USE OF THIS
SOFTWARE, EVEN IF ADVISED OF THE POSSIBILITY OF SUCH DAMAGE.

```

### 2-klausul BSD-licensen ("simplificeret BSD-licens" eller "FreeBSD-licensen")
En yderligere simplificeret version af BSD-licensen, som fjerner den tredje klausul ("non-endorsement" klausulen) fra 3-klausul BSD-licensen.
```
Copyright (c) <YEAR>, <OWNER>
All rights reserved.

Redistribution and use in source and binary forms, with or without
modification, are permitted provided that the following conditions are met: 

1. Redistributions of source code must retain the above copyright notice, this
   list of conditions and the following disclaimer. 
2. Redistributions in binary form must reproduce the above copyright notice,
   this list of conditions and the following disclaimer in the documentation
   and/or other materials provided with the distribution. 

THIS SOFTWARE IS PROVIDED BY THE COPYRIGHT HOLDERS AND CONTRIBUTORS "AS IS" AND
ANY EXPRESS OR IMPLIED WARRANTIES, INCLUDING, BUT NOT LIMITED TO, THE IMPLIED
WARRANTIES OF MERCHANTABILITY AND FITNESS FOR A PARTICULAR PURPOSE ARE
DISCLAIMED. IN NO EVENT SHALL THE COPYRIGHT OWNER OR CONTRIBUTORS BE LIABLE FOR
ANY DIRECT, INDIRECT, INCIDENTAL, SPECIAL, EXEMPLARY, OR CONSEQUENTIAL DAMAGES
(INCLUDING, BUT NOT LIMITED TO, PROCUREMENT OF SUBSTITUTE GOODS OR SERVICES;
LOSS OF USE, DATA, OR PROFITS; OR BUSINESS INTERRUPTION) HOWEVER CAUSED AND
ON ANY THEORY OF LIABILITY, WHETHER IN CONTRACT, STRICT LIABILITY, OR TORT
(INCLUDING NEGLIGENCE OR OTHERWISE) ARISING IN ANY WAY OUT OF THE USE OF THIS
SOFTWARE, EVEN IF ADVISED OF THE POSSIBILITY OF SUCH DAMAGE.

The views and conclusions contained in the software and documentation are those
of the authors and should not be interpreted as representing official policies, 
either expressed or implied, of the FreeBSD Project.

```